# Philippe Ambrosini
Pour les articles homonymes, voir Ambrosini.
Philippe Ambrosini est un acteur français.

## Biographie
Lauréat de la Bourse Fulbright, Philippe Ambrosini a été dirigé par Jack Garfein à New York.

## Filmographie

### Cinéma

#### Longs métrages
- 1995 : Pigalle de Karim Dridi : Malfait
- 1995 : Bye-bye de Karim Dridi : Ludo
- 1998 : Hors jeu de Karim Dridi : Angelo Bastiani
- 1998 : Louise (take 2) de Siegfried : L'inspecteur de police
- 1999 : L'Arlésien de Jacques Malaterre : Thierry
- 2000 : Petite Chérie de Anne Villacèque : L'homme d'affaires
- 2000 : Total Western de Éric Rochant : Claude
- 2001 : Charmant garçon de Patrick Chesnais : Le junkie
- 2005 : Liberata de Philippe Carrèse : Paul-Antoine
- 2005 : Travaux, on sait quand ça commence... de Brigitte Roüan : Inspecteur de police
- 2013 : Vive la France de Michaël Youn : Policier aéroport
- 2015 : La Vie très privée de Monsieur Sim de Michel Leclerc : M. Matteoti (à 45 ans)

#### Courts métrages
- 1997 : C'est Noël déjà de Siegfried :
- 1998 : Compromis de Sébastien Sort : Jean-Louis Volin (le réalisateur)
- 2001 : Petits Riens de Xavier Durringer :
- 2007 : Grossu Minutu de Magà Ettori :

### Télévision
- 1998 : À nous deux la vie de Alain Nahum : Charlie
- 1999-2017 : Boulevard du Palais de Marie Guilmineau : Inspecteur Dimeglio
- 2000 : Les Misérables de Josée Dayan : Capitaine Picpus
- 2000 : Avocats et Associés (saison 3, épisode 6) : Pascal Augustin
- 2001 : Zaïde, un petit air de vengeance de Josée Dayan : Nick Nosh
- 2001-2002 : Femmes de loi : Le procureur général
- 2002 : H (saison 4, épisode 1) : Le dentiste
- 2002 : Un homme en colère (épisode "Une mort si douce") : Martin
- 2004 : Frank Riva : René Nieves
- 2004 : Navarro (épisode "La machination") : Félix Abecassis
- 2004 : Caméra Café (épisode "Mauvaises fréquentations") : patron voyou
- 2006 : Anna Meyer, assistante de choc : Andreoni
- 2007 : Reporters (Saison 1, épisode 1) : Messina
- 2008 : Et maintenant monsieur Paoli ? de Magà Ettori : Laroche-Picarde
- 2011 : Longue Peine de Christian Bonnet : Francis Chassagne
- 2012 : La guerre du Royal Palace de Claude-Michel Rome : Adolf Hitler
- 2013 : Les Anonymes de Pierre Schoeller : Ferrandi
- 2019 : Myster Mocky présente, épisode L'ultime solution de Jean-Pierre Mocky
- 2025 : Cimetière indien, mini-série de Stéphane Demoustier et Farid Bentoumi : Le Marquis